# المشايخ التسعة
الشيوخ التسعة هم الذين روا عنهم أصحاب كتب الحديث الستة بلا واسطة، والكتب الستة هي: صحيح البخاري وصحيح مسلم وسنن النسائي وسنن أبي داود وسنن الترمذي وسنن ابن ماجه. والشيوخ التسعة هم:
1. محمد بن المثنى بن دينار العنزي
2. محمد بن بشار بن عثمان بن داود بن كيسان العبدي الملقب بالبندار
3. محمد بن العلاء بن كريب الهمداني الملقب بأبو كريب
4. محمد بن معمر بن ربعي أبو عبد الله القيسي البصري البحراني
5. زياد بن يحيى أبو الخطاب البصري النكري
6. عبد الله بن سعيد بن حصين الكندي الملقب بأبو سعيد الأشج
7. عمرو بن علي بن بحر أبو حفص الفلاس الصيرفي الباهلي
8. نصر بن علي بن نصر الصغير الجهضمي
9. يعقوب بن إبراهيم الدورقي

## تعداهم
وقد نظمهم أكثر من مؤلف من مؤلفي كتب شروح الحديث، ومنهم الشيخ الإثيوبي في شرحه على سنن النسائي: